# 丁酸异戊酯
丁酸异戊酯也称为正丁酸异戊酯或丁酸-3-甲基丁酯，常态下为无色至淡黄色透明液体，有强烈的洋梨、香蕉气味。丁酸异戊酯的熔点为-73.2°C，沸点为168.9°C，折射率约为1.4110（20°C）。丁酸异戊酯几乎不溶于水、甘油、丙二醇，但易溶于乙醇、乙醚。对皮肤有刺激性。

## 生产
丁酸异戊酯可由丁酸与异戊醇在浓硫酸或Twitchell试剂存在下发生酯化反应制得。也可由丁酸、异戊醇与杂多钨酸及苯混合后加热回流获得。通过以上方法得到的混合物还需经过水洗、减压蒸馏等步骤提取出丁酸异戊酯。
CH3CH2CH2COOH + (CH3)2CHCH2CH2OH → CH3CH2CH2COOCH2CH2CH(CH3)2 + H2O

## 用途
丁酸异戊酯被部分国家允许用作食用香料，常用于调制苹果、香蕉等果香型食用香精或朗姆酒的调香。丁酸异戊酯在口香糖中用量约为570mg/kg；在糖果中用量约为79mg/kg；在烘烤食品中用量约为51mg/kg；在冷饮中用量约为34mg/kg；在软饮料中用量约为13mg/kg。
丁酸异戊酯还可以用作香精或药物的萃取剂、醋酸纤维素和涂料的溶剂。

## 安全性
- 急性毒性：大鼠腹腔2300 mg/kg（参考值），中毒。
- 刺激数据：兔皮肤500 mg/24h，中度。
- 可燃性：丁酸异戊酯遇明火、高温、强氧化剂可燃，燃烧时排放刺激性烟雾。